# Stibara
Stibara is een kevergeslacht uit de familie van de boktorren (Cerambycidae). De wetenschappelijke naam van het geslacht werd voor het eerst geldig gepubliceerd in 1840 door Hope.

## Soorten
Stibara omvat de volgende soorten:
- Stibara trilineata Hope, 1840
- Stibara apicalis Pic, 1925
- Stibara cambodiensis Hayashi, 1964
- Stibara humeralis Thomson, 1865
- Stibara lateralis Thomson, 1865
- Stibara morbillosa (Fabricius, 1798)
- Stibara nigricornis (Fabricius, 1781)
- Stibara nigrovittata Breuning, 1954
- Stibara rufina (Pascoe, 1858)
- Stibara subpunctata Breuning, 1954
- Stibara suturalis Gahan, 1890
- Stibara tetraspilota Hope, 1840
- Stibara tricolor (Fabricius, 1793)